# 我们没有翅膀
《我们没有翅膀》是Navel在2009年1月30日发售的18禁戀愛冒險遊戲，副标题是「under the innocent sky」。此改编的电视动画在2011年4月3日由千葉電視台開始放送。

## 故事简介
巨大都市「柳木原」交織了三個年輕人命運的…三個尋常而又不尋常的故事。他們的生活和他們的戀愛及煩惱…一切的一切都被那漫天的翎羽所包覆。甚至於命運也亦然如此，是故事分章節構成，由三組的男主角和女主角各自構成的4個章節故事。故事講述發生在隨處可見的大都市『柳木原』，巨大的商業街上有很多的人和建築物，作品敘述了有普通煩惱的和不普通煩惱的年輕人，他們相遇了，之後也戀愛了。

## 剧情简介
動漫的背景舞台是冬季的大都市「柳木原」中进行，以「羽田鷹志」、「千歳鷲介」以及「成田隼人」三人作為主角，由四个同时发生的故事構成。每個故事的男女主人公都不同。除日常的生活之外，他們與異世界「格雷塔葛德」之間又有什麼樣的關聯…… 主角其实是个拥有多重精神分裂和妄想症的重度精神病患者。

## 登場人物
聲優為PC遊戲/CD廣播劇、電視動畫

### 男主角
羽田鷹志声：川椰樱 /下野紘
「羽田鷹志（タカシ）編」的主人公。私立美空学園3年A組的班长，與妹妹小鳩一起住在叔父母家。没有什么干劲，几乎从不主动和别人说话，无论遭到什么不公平的待遇都会笑着接受。交談時不懂得讀空氣，回答也總是非常直白。「嗯、嘛、普通吧」是他的口頭禪。
沒什麼朋友，唯一稱得上朋友的人只有高一時的同學森里和馬。
虽然努力的想要和小鳩进行亲切自然的交谈，但是不大顺利。另外似乎有中二病的傾向，雖然其他兩位主角在閉上眼睛時會到一座城堡裡面而外表沒有任何變化，但是就只有鷹志變成一名叫霍克的騎士
名字來源為鳥類“鷹”及東京國際機場的通稱“羽田機場”。
千歲鷲介声：泉菊之介 /三浦祥朗
「千歳鷲介編」的主人公。打着各种零工的輕浮自由职业者。餐厅的常客，受到店长軽部狩男的邀请，在开始打工。
名字來源為鳥類“鷲”及札幌新千歳機場。
成田隼人 声：纵溝精史 /諏訪部順一
「成田隼人編」的主人公。性格成熟穩重但生活拮据的年轻人。经营着一个名叫“成田工務店”且每小时收费900元的萬事屋（指什麼生意都做）。通过春日春惠的帮忙接受工作，但是客人很少，收入大部分来自晚上的体力劳动。
名字來源為鳥類“隼”及成田國際機場。
伊丹伽樓羅声：ビッグバン平太 /稻田徹
「伊丹伽樓羅編」的主人公。
名字來源為伊丹機場及迦樓羅。
羽田鷹志（幼年期）声：小遊鳥アキラ /中村繪里子（青年期）声：悠揮タクト /代永翼
「羽田鷹志（ようじ）編」的主人公。

### 女主角
渡來明日香聲：森谷實園/吉田真弓
生日：8月24日 身高：158cm 三圍：B84/W57/H83。
「羽田鷹志（タカシ）編」的女主角。美貌而善於和人交往的學校裡的公主，但是內心討厭和人打交道，朋友也很少。
玉泉日和子 聲：五行荠/小野涼子
生日：8月14日 身高：161cm 三圍：B88/W60/H89。
「千歲鷲介編」的女主角。性格認真，將來的夢想是當小說家，對鷲介有好感。
鳳鳴 聲：籐野兰/後藤邑子
生日：12月1日 身高：148cm 三圍：B78/W54/H78。
「成田隼人編」的女主角。性格以自我為中心，如果被問到難以回答的問題就會裝作沒有聽到。對自己的幼兒體型很在意，相信將來會成長，對隼人有好感。
羽田小鳩 聲：/又吉愛
生日：12月24日 身高：145cm 三圍：B72/W57/H78。
喜歡學習，聽話的好孩子。喜歡的愛稱是，但是沒有人這麼叫她。

### 其他角色
鳳翔 聲：十利須我里/日野聰
鳴的哥哥。有兩個人格的俊秀青年。
山科京 聲：/高口幸子
生日：5月26日 身高：164cm 三圍：B82/W56/H82。
膽小內向的學生，是明日香的同學。性格灰暗，但是偶爾會特別想和人說話。京是唯一有獨立結局的配角。
望月紀奈子 聲：上田春子/高橋智秋
生日：5月5日 身高：165cm 三圍：B91/W62/H90。
在第二年復讀中的學生，一邊學習一邊為了支付考試的費用而打工。一個人住在學生公寓裡。童顏，但身材很好。
日野英子 聲：/木川绘理子（DRAMA CD1）→淺井清己（DRAMA CD2）
生日：10月24日 身高：164cm 三圍：B83/W56/H82。
在餐廳打工的大學一年級學生，經濟學部所屬。
米田優 聲：井村屋穗乃香/萩原惠美子
生日：2月15日 身高：166cm 三圍：B85/W61/H87。
時尚雜誌的編輯。學生時代曾經幹過cosplay。
香田亞衣 聲：泽村霞/中島沙樹
生日：9月29日 身高：164cm 三圍：B78/W58/H84。
因為進入了對自己來說過於好的學校而學業跟不上進度的學生經常遲到和缺席，此外對隼人有好感。
春日春惠 聲：/大津田裕美
生日：3月21日 身高：169cm 三圍：B89/W63/H91。
一個人經營著可麗餅店的年輕女店主。

## 製作人员
注：只参加制作「我们没有翅膀」的下列将标注OT。只参加制作「我们没有翅膀 AfterStory」的下列将标注AS。没有标注则上述两者都参与制作。
- 制作：Navel
- 企画、剧本：王雀孫
- 角色设计、原画：西又葵
- 音樂：
- CG着色监修：齐藤陽子
- CG：齐藤阳子、饴(OT)、たけぽん、真希、ゆう、依织、水面+No,4(OT)
- 背景美术：あらごん(OT)、灯色(AS)、コタロー(AS)
- 背景：株式会社美峰
- 梗概文本：森林彬(OT)
- 导演、程序：Ellefin
- 剧本：森林彬、ヒガシの助、王雀孙
- 宣传：akky、みずのまみ
- 动画制作：asread(OT)
- 动画导演：细田直人(OT)
- Interlude Movie制作：Iris motion graphics(OT)

## 主题歌
- 开头曲 Jewelry tears

歌： 作詞：西又葵 作曲・編曲：
- 插曲 Sky Sanctuary

歌：　作詞：西又葵　作曲・編曲：
- 结尾曲 Eternal Sky （明日香，京END）

歌：　作詞：西又葵　作曲：　編曲：江藤弘之
- 结尾曲  （日和子END）

歌：（玉泉日和子+望月紀奈子+日野英里子）　作詞：西又葵　作曲：　編曲：ms-jacky
- 结尾曲 NEON Sign （鸣END）

歌：　作詞：西又葵　作曲： 編曲：宮崎京一
- 结尾曲  （小鸠END）

歌：jina　作詞：西又葵　作曲：　編曲：

## 我们没有翅膀〜Prelude〜
Navel在2008年6月28日发售的15禁恋爱冒险游戏。是向玩家介绍本作的世界观的“前奏”性质的作品。分为，千歳鷲介編──序章， 成田隼人編──序章，等几个部分。

## 电视动画
2011年4月3日由千葉電視台（星期日）24:30（獨立UHF局）播放放送。

### 制作人员
- 原作：Navel（「我們沒有翅膀」）
- 人物原案：西又葵
- 監督：後信治
- 系列構成：鴻野貴光
- 人物設定・總作畫監督：石井久美
- 動畫製作：NOMAD

### 主题曲
片頭曲
- 「Spread Wings.」（第2話 - 第11話、OVA）

作詞：西又葵/作曲：アッチョリケ/編曲：田辺トシノ /歌 : 美郷あき
片尾曲
- 「PARANoiA」（第1話）

作詞：西又葵 /作曲：アッチョリケ /編曲：東タカゴー /歌：美郷あき
- 「NEVERLAND」（第2話 - 第9話、第11話、OVA）

作詞：西又葵 /作曲：アッチョリケ/編曲：斎藤裕弥/歌：桥本美雪
- 「微笑みジェノサイド 〜Studio Full Mix〜」（第10話）

作詞 - 西又葵 / 作曲 - アッチョリケ / 編曲 - ms-jacky / 歌 - アレックス3（玉泉日和子×望月紀奈子×日野英里子）
插入曲
- 「微笑みジェノサイド 〜Party Full Mix〜」（第3話、第8話）

作詞 - 西又葵 / 作曲 - アッチョリケ / 編曲 - ms-jacky / 歌 - アレックス3（玉泉日和子×望月紀奈子×日野英里子）
- 「身長140cmの世界」（第7話）

作詞 - Harew Croud / 作曲 - Ku-Ri-Ya / 歌 - ロック・バード
- 「Pray」（第9話）

作詞 - 西又葵 / 作曲 - アッチョリケ / 編曲 - 田辺トシノ / 歌：桥本美雪
- 「Sky Sanctuary」（OVA）

作詞 - 西又葵 / 作曲・編曲 - アッチョリケ / 歌：桥本美雪

### 各集标题
| 話数   | 日文副标题                            | 中文标题                   | 脚本       | 分镜                 | 演出              | 作画監督                                                    | 片尾插图     |
| ------ | ------------------------------------- | -------------------------- | ---------- | -------------------- | ----------------- | ----------------------------------------------------------- | ------------ |
| 第1話  | たとえばそんなメルヘン                | 宛若那般的童话             | 鴻野貴光   | 後信治               | 駒屋健一郎        | 馬場繪理 尾尻進矢                                           | よし☆ヲ      |
| 第2話  | 好きな動物はペガサスです              | 喜歡的動物是天馬           | 鴻野貴光   | 鎌仲史陽             | 鎌仲史陽          | 山本真嗣                                                    | さんた茉莉   |
| 第3話  | 小鳩さんは可愛いなあ                  | 小鳩真可愛                 | 中村浩二郎 | 德本善信             | 德本善信          | 秋山由樹子                                                  | 弘司         |
| 第4話  | ドラさん……私、今妊娠しちゃったかも……  | 多拉……我、現在好像懷孕了…… | 青島崇     | 伊能樹               | 土屋浩幸          | 松竹德幸 大竹紀子                                           | 後藤邑子     |
| 第5話  | なんたるホーク卿の德高きことよ!       | 霍克卿何其德高望重！       | 鴻野貴光   | 中山岳洋             | 駒屋健一郎        | 小關雅                                                      | 深崎暮人     |
| 第6話  | ひいッ!らめえ、声出しゃう〜!          | 呀！不要，會出聲的〜！     | 中村浩二郎 | 鎌仲史陽             | 星野真            | 竹上貴雄                                                    | いとうのいぢ |
| 第7話  | 栄えある王の凱旋だ!                   | 王者凱旋歸來！             | 王雀孫     | 後信治 及川啟        | 北條史也          | 山本真嗣、内田孝 藤部生馬、花井宏和                         | 新條真由     |
| 第8話  | 巨乳のクリームお姉ちゃんまだですかー! | 巨乳的奶油姊還沒準備好！   | 青島崇     | 德本善信 星野真      | 佐藤清光          | 小野和寬 清水勝祐                                           | KEI          |
| 第9話  | 胸が高鳴るーっ!!                      | 心頭小鹿亂撞!!             | 中村浩二朗 | 伊能樹               | 後信治 駒屋健一郎 | 山内尚樹 大田謙治                                           | 谷原菜月     |
| 第10話 | ずっと、ファンでいてくださいね        | 一直成為我的粉絲           | 青島崇     | 中山岳洋             | 玉田博            | 橋口隼人、片岡英之 出野善則、青木あさ子 楡木哲郎、牛尾優依  | 鈴平裕       |
| 第11話 | 妹萌えという概念を知っているか?       | 瞭解妹萌的概念嗎？         | 鴻野貴光   | 鎌仲史陽             | 星野真            | 内田孝、伊藤依織子 大田謙治、竹上貴雄 川口弘明、Han Jung Yi | 樋上至       |
| 第12話 | 俺たちに翼は……                        | 我們的羽翼……               | 鴻野貴光   | 後信治 及川啟 清水聰 | 駒屋健一郎        | 山本真嗣 竹上貴雄 山崎輝彥                                  | 美樹本晴彥   |
| OVA    | 肌色率九割増                          | 膚色率增加90%              | 王雀孫     | 後信治               | 清水聰            | 熊田明子、河野纊一朗 山內尚樹                               |              |

### 播放電視台
日本深夜動畫：下文記載的日本国内播放時間使用日本標準時間（UTC+9）表示。因為部分時間标识會採用30小时制，因此請留意这类超过24:00的时间，其實際播放時間為翌日清晨。
| 播放地區 | 播放電視台 | 播放日期              | 播放時間（UTC+9）         | 所屬電視網 |
| -------- | ---------- | --------------------- | ------------------------- | ---------- |
| 千葉縣   | 千葉電視台 | 2011年4月3日－6月19日 | 星期日 24時30分－25時00分 | 独立UHF局  |
| 日本全域 | AT-X       | 2011年4月4日－6月20日 | 星期一 8時30分－9時00分   | CS放送     |
| 東京都   | TOKYO MX   | 2011年4月5日－6月21日 | 星期二 25時30分－26時00分 | 独立UHF局  |
| 埼玉縣   | 埼玉電視台 | 2011年4月6日－6月22日 | 星期三 26時05分－26時35分 | 独立UHF局  |
| 兵庫縣   | SUN電視台  | 2011年4月6日－6月22日 | 星期三 26時05分－26時35分 | 独立UHF局  |
| 岐阜縣   | 岐阜放送   | 2011年4月7日－6月23日 | 星期四 25時45分－26時15分 | 独立UHF局  |
| 三重縣   | 三重電視台 | 2011年4月8日－        | 星期五 25時50分－26時22分 | 独立UHF局  |

## 漫画作品
※皆为一般向作品
《俺たちに翼はない Prelude》　
原作：Navel　作画：日下皓
连载于角川書店《Comptiq》（コンプティーク）2009年3月号至2010年5月号（但2009年7月號暫停連載）。对应于游戏的羽田鷹志篇的故事。單行本全2集，台灣角川書店代理中文版。
《俺たちに翼はない Rhapsody》　
原作：Navel　作画：日下皓
连载于角川書店《月刊Comp Ace》（月刊コンプエース）2009年1月号至2010年2月号。对应千歲鷲介篇的故事。2009年7月25日至2010年2月26日出2集單行本，台灣角川書店代理中文版。
《俺たちに翼はない Berceuse》　
原作：Navel　作画：
连载于富士見書房《月刊Dragon Age》（月刊ドラゴンエイジ）2008年12月号至2009年11月号。对应成田隼人篇的故事。2009年7月9日至2010年2月9日出2集單行本，台灣角川書店代理中文版。
《俺たちに翼はない Fragments》
原作：Navel 作画：
连载于Media Factory《月刊Comic Alive》（月刊コミックアライブ）2011年4月号至2012年2月号，但2011年3月号刊載第0回。2011年6月23日至2012年1月23日出2集單行本。
《俺たちに翼はない フレッジリング》
原作：Navel 作画：
2011年3月10日至2012年12月连载于Media Factory官方手機網頁《Medifac☆Mobile！》（メディファク☆モバイル！），提供免費閱覽，但2011年9月暫停連載。2011年6月23日至2012年1月23日出2集單行本。
《マジキュー4コマ 俺たちに翼はない》
原作：Navel 發行：Enterbrain
四格漫畫集，2009年4月25日至6月25日出2集單行本。
《俺たちに翼はない コミックアンソロジー》
原作：Navel 發行：一迅社
短篇漫畫集，2009年4月25日出1集單行本。

## 評價
該遊戲曾在日本美少女游戏与动画相关商品销售网站Getchu.com的2009年上半年销量榜上排名第7，2009年全年排名第13，2010年7月排名第6。

## 外部連結
- 遊戲官網 （页面存档备份，存于）Navel（日語）
- PS3/PSV版官網 （页面存档备份，存于）5pb.（日語）
- 动画官网 （页面存档备份，存于）MMV（日語）
- アニメ『俺たちに翼はない』公式アカウント的X（前Twitter）
- 我们没有翅膀（動畫）在動畫新聞網百科全書中的資料（英文）
- 《我们没有翅膀》在視覺小說數據庫的頁面 （英文）